# Journal of Surgical Research
Das Journal of Surgical Research, abgekürzt J. Surg. Res. oder JSR, ist eine wissenschaftliche Fachzeitschrift, die vom Elsevier-Verlag im Auftrag der Association for Academic Surgery veröffentlicht wird. Die Zeitschrift erscheint mit 14 Ausgaben im Jahr. Es werden Arbeiten veröffentlicht, die sich mit chirurgischen Fragestellungen beschäftigen.
Der Impact Factor lag im Jahr 2014 bei 1,936. Nach der Statistik des ISI Web of Knowledge wird das Journal mit diesem Impact Factor in der Kategorie Chirurgie an 78. Stelle von 198 Zeitschriften geführt.